# Dhany
Dhany, właśc. Daniela Galli (ur. 23 października 1972 w Reggio nell’Emilia) – włoska piosenkarka muzyki house, znana głównie jako wokalistka w utworach włoskich DJ-ów Benny’ego i Allego Benassich.

## Dyskografia

### Albumy
- Quiero Respirar (2000)

1. Quiero Respirar (Original Edit) 4:01
2. Shut Up 3:35
3. Dha Dha Tune 3:37
4. Street Life 3:58
5. I Wanna Be Free 3:31
6. Love for Love 6:28
7. Somebody to Touch Me 4:16
8. One Day In Paradise 4:00
9. Ride On 4:16
10. What You Do to Me 4:04
11. Ready to Fly 3:37
12. Quiero Respirar (Extended) 5:57
13. Love Is Here 4:13
14. I Need Your Love 3:35
15. One Day In Paradise (Gamba Club Extended) 5:58

- E-Motions (2007)

1. Miles of Love 3:41
2. Your Extasy 5:35
3. Let It Go 5:08
4. Back It On Up 5:12
5. U & I 4:06
6. Come Back Home 3:42
7. Promise Land 4:16
8. Live Today 5:10
9. Wherever You Will Go 4:15
10. Saturday 5:21
11. Miles of Love (Beeside Edit) 3:33
12. Let It Go (Beeside Digital Version) 5:26

### Single
- 1995 – "Somebody to Touch Me" (As KMC feat. Dhany)

1. Somebody to Touch Me (Original Radio Edit) 4:16
2. Somebody to Touch Me (Original Club Mix) 5:46

- 1996 – "Street Life" (As KMC feat. Dhany)

1. Street Life (Atlantic Edit) 3:44
2. Street Life (Ocean Drive Radio) 3:57
3. Street Life (Gamba's Dark Club) 6:55
4. Street Life (Ocean Drive Club) 6:26
5. Street Life (Tee's D&D Dub) 6:41
6. Street Life (Gamba's Dark Dub) 7:31
7. Street Life (Tee's In House Mix) 6:49
8. Street Life (Park Avenue Suite) 5:09

- 1998 – "Dha Dha Tune"

1. Dha Dha Tune (Dha Dha Radio Edit) 3:38
2. Dha Dha Tune (Dha Dha Club Mix) 6:29
3. Dha Dha Tune (Dha Tune Ultimate Mix) 6:06
4. Dha Dha Tune (Gambadubs Carioca's Mix) 6:51
5. Dha Dha Tune (Dha Dha Flute) 4:01
6. Dha Dha Tune (Gambadubs Carioca's Dub) 5:20

- 1999 – "Quiero Respirar"

1. Quiero Respirar (Extended) 6:00
2. Quiero Respirar (Radio Edit)4:02
3. Quiero Respirar (Gambafreaks Club Mix) 6:01
4. One Day In Paradise (Radio Edit) 4:01
5. Quiero Respirar (Gambafreaks Dub Mix) 4:26
6. One Day In Paradise (Extended) 5:59

- 1999 – "One Day in Paradise"
- 2000 – "Shut Up"

1. Shut Up (Radio Edit) 3:36
2. Shut Up (Extended Mix) 6:12
3. Shut Up (MG Version) 5:15
4. Shut Up (Double S Extended Mix) 5:58
5. Shut Up (Kaos DJ Mix) 6:10

- 2000 – "I Wanna Be Free"

1. I Wanna Be Free (Free Edit) (3:32)
2. I Wanna Be Free (Mumm Mix) (6:07)
3. I Wanna Be Free (Gambafreaks Club Mix) (6:06)
4. I Wanna Be Free (Gambadub) (6:06)
5. I Wanna Be Free (Free Mix) (5:10)
6. I Wanna Be Free (Mumm Edit) (3:53)

- 2000 – "I Need Your Love"
- 2001 – "I Feel So Fine" (jako KMC feat. Dhany)

1. I Feel So Fine (Radio Edit) 3:18
2. I Feel So Fine (Club Radio) 3:28
3. I Feel So Fine (Vision Radio Edit) 3:30
4. I Feel So Fine (Mara Club Mix) 8:03
5. I Feel So Fine (Mara Dub Mix) 8:02
6. I Feel So Fine (Live Element Mix) 8:25
7. I Feel So Fine (Jappa Extended) 7:43
8. I Feel So Fine (Vision Extended) 8:00
9. I Feel So Fine (Club Extended Mix) 5:57
10. I Feel So Fine (Pieraja Dark Mix) 5:18
11. I Feel So Fine (Tilmann Urmacher Light Remix) 7:28
12. I Feel So Fine (Tilmann Urmacher Dark Remix) 7:02
13. I Feel So Fine (Nicoromano Club Mix) 6:26
14. I Feel So Fine (Nicoromano Radio Edit)3:48
15. I Feel So Fine (Nicoromano Club Instrumental) 6:27
16. I Feel So Fine (Alex Butcher Remix) 5:57

- 2002 – "Run to Me"
- 2004 – "Hit My Heart" (jako Benassi Bros. Feat. Dhany)

1. Hit My Heart (Radio Edit) 3:16
2. Hit My Heart (Original LP Vinyl Mix) 5:09
3. Hit My Heart (Sfaction Mix) 5:23
4. Hit My Heart (Vision Mix) 6:10
5. Hit My Heart (Vision Mix Instrumental) 6:09
6. Hit My Heart (Sfaction Mix Instrumental) 5:21
7. Hit My Heart (Sfaction Radio Edit Instrumental) 3:13

- 2004 – Pumphonia
- 2004 – "Make Me Feel" (Benassi Bros. Feat. Dhany)

1. Make Me Feel (Original Radio Edit) 3:22
2. Make Me Feel (Original Extended) 5:28
3. Make Me Feel (Etienne de Crecy Remix) 7:25
4. Make Me Feel (Dave Leatherman Remix)4:12
5. Make Me Feel (Original Extended Instrumental) 5:28
6. Make Me Feel (Original Radio Edit Instrumental) 3:22

- 2005 – ...Phobia
- 2005 – "Every Single Day" (jako Benassi Bros. Feat. Dhany)

1. Every Single Day (Radio Edit) 3:34
2. Every Single Day (Original Extended) 5:27
3. Every Single Day 4:45
4. Every Single Day (Club Version) 6:41
5. Every Single Day (Original Extended Instrumental) 5:24
6. Every Single Day (LP Version Instrumental) 4:42
7. Every Single Day (Club Version Instrumental) 6:41

- 2005 – "Rocket in the Sky" (jako Benassi Bros. Feat. Dhany)

1. Rocket in the Sky (Original Radio Edit) 3:58
2. Rocket in the Sky (Original Extended) 5:42
3. Rocket in the Sky (Club Mix) 6:29
4. Rocket in the Sky (Dub Mix) 6:29
5. Rocket in the Sky (Original Extended Instrumental) 5:42
6. Rocket in the Sky (Club Mix Instrumental) 6:29
7. Rocket in the Sky (Dub Mix Instrumental)6:29

- 2006 – "Miles of Love"

1. Miles of Love (Original Extended) 5:54
2. Miles of Love (Original Extended Instrumental) 5:54
3. Miles of Love (Original Radio Edit) 3:41
4. Miles of Love (Beeside Club)6:11
5. Miles of Love (Beeside Club Instrumental) 6:11
6. Miles of Love (Beeside Radio Edit) 3:33

- 2007 – "Let It Go"

1. Let It Go (Radio Edit) 3:21
2. Let It Go 5:08
3. Let It Go (Extended) 6:31
4. Let It Go (Extended Instrumental) 6:31
5. Let It Go (Beeside Mix) 5:26
6. Let It Go (Beeside Extended Mix) 6:13
7. Let It Go (Beeside Extended Instrumental) 6:13
8. Let It Go (Minimal Chic Edit) 3:43
9. Let It Go (Minimal Chic Extended Mix) 6:59
10. Let It Go (Minimal Mix Extended Instrumental) 6:59
11. Let It Go (A Cappella + FX) 6:31

- 2008 – "U & I"

1. U & I (Original Radio Edit) 3:24
2. U & I (Andrea Bertolini Radio Remix) 3:48
3. U & I (Mobbing Radio Remix) 3:33
4. U & I (Electro Blues Radio Remix) 3:13
5. U & I (Andrea Bertolini Club Remix) 6:11
6. U & I (Electro Blues Remix) 7:05
7. U & I (Mobbing Extended Remix) 6:57
8. U & I (Original Exteded Mix) 5:23
9. U & I (Mobbing Instrumental Remix) 6:59
10. U & I (Acappella efx) 5:22